# Mitteilungen des Instituts für Parteienrecht und Parteienforschung
Die Mitteilungen des Instituts für Deutsches und Internationales Parteienrecht und Parteienforschung (MIP) erschienen unter diesem Titel in den Jahren 2011 bis 2018 mit der ISSN 2192-3833 jährlich als interdisziplinäre Fachzeitschrift, die vom Institut für Deutsches und Internationales Parteienrecht und Parteienforschung (PRuF) der Heinrich-Heine-Universität Düsseldorf herausgegeben wird. Seit dem Jahr 2019 erscheint die kurz MIP genannte Fachzeitschrift halbjährlich unter dem neuen Titel Zeitschrift für Parteienwissenschaften (ISSN Online 2628-3778, ISSN Print 2628-376X).
Sie erschien erstmals im Jahr 1991. Bis 2000 hatte die Zeitschrift den Titel Mitteilungen des Instituts für Deutsches und Europäisches Parteienrecht, als das Institut unter diesem Namen an der Fernuniversität in Hagen beheimatet war. Nach dem Umzug an die Heinrich-Heine-Universität Düsseldorf und nach der Umbenennung des Instituts lautete der Titel bis 2010 Mitteilungen des Instituts für Deutsches und Europäisches Parteienrecht und Parteienforschung. Inhaltlich geht die Zeitschrift über juristische Texte hinaus und veröffentlicht auch politik- und andere sozialwissenschaftliche Beiträge. Das Institut stellt die Ausgaben online frei zur Verfügung.